# Maksîmivka, Karlivka
Maksîmivka (în ucraineană Максимівка) este localitatea de reședință a comunei Maksîmivka din raionul Karlivka, regiunea Poltava, Ucraina.

## Demografie
Componența lingvistică a localității Maksîmivka
     Ucraineană (98,78%)
     Alte limbi (0,86%)
Conform recensământului din 2001, majoritatea populației localității Maksîmivka era vorbitoare de ucraineană (98,78%), existând în minoritate și vorbitori de alte limbi.